# Willie Jenkins
Willie Jenkins (* 20. Dezember 1981 in Memphis, Tennessee) ist ein US-amerikanischer Basketballspieler.
Der 2,00 m große und 98 kg schwere Power Forward spielte in seinem Heimatland für die Tennessee Tech Golden Eagles in der NCAA. Danach wechselte er nach Frankreich, wo er zunächst für STB Le Havre und anschließend bei Aix Maurienne Savoie Basket auf Korbjagd ging. In der Saison 2007/08 stand Jenkins in der Basketball-Bundesliga bei der BG 74 Göttingen unter Vertrag.